# ご参考までに。
『ご参考までに。』（ごさんこうまでに。）は、日本テレビにて2018年4月2日から不定期放送されていた“ドラマ”トークバラエティ番組。

## 概要
日本テレビは開局65年を機に、福山雅治に“主題歌から生まれるドラマ制作”をオファーした。福山はドラマを企画するにあたり、プロジェクトメンバーに「前から一緒にものづくりをやってみたかった」というバカリズムを誘いタッグを組むことに。福山が主題歌と企画プロデュース、バカリズムが脚本を手がけるこのドラマは、12月のオンエアを目指して制作される。
『ご参考までに。』は、ドラマ完成までの製作過程を追う不定期特番。4月2日放送の特番初回は、ドラマのテーマや題材を決めるために福山とバカリズムが“ドラマのような人生を送る波乱万丈な人々”の密着取材VTRをチェック。スタジオに集まった100人のドラマ好き女性の声も参考にしながらトークを展開。実際にドラマ化できそうか２人がジャッジする。

## 放送日
すべて『月曜プラチナイト』枠で放送。
| 回数  | 放送日                   | 放送時間（JST） |
| ----- | ------------------------ | --------------- |
| 第1回 | 2018年4月2日（月曜日）   | 23:59 - 翌0:54  |
| 第2回 | 2018年7月9日（月曜日）   | 23:59 - 翌0:54  |
| 第3回 | 2018年10月15日（月曜日） | 23:59 - 翌0:54  |
| 第4回 | 2018年12月18日（火曜日） | 0:09 - 1:04     |
| 第5回 | 2019年10月1日（火曜日）  | 0:39 - 1:34     |

## 出演者
- 福山雅治
- バカリズム
- 高橋真麻
- 野々村友紀子
- ギャル曽根

## スタッフ
- 企画・演出：上利竜太
- 構成：桜井慎一
- TM：小椋敏宏
- SW：松嶋賢一
- CAM：田代義昭
- MIX：宮内貞
- VE：三橋崇弘（第5回）
- AUD：村松美緒（第5回）
- 美術プロデューサー：上條宏美
- デザイン：本田恵子（第1回は本多名義）
- 編集：渡辺健也（第5回）
- MA：直江泰輔（第2回-）
- 音効：高取謙
- 技術協力：NiTRO
- 美術協力：日本テレビアート
- リサーチ：田村沙紀
- TK：坂本幸子（第1,2,4回-）
- 取材協力：創薬堂、フォレストドラッグ（共に第5回）
- 協力：アミューズ、マセキ芸能社
- デスク：宮城知代
- AP：出浦寿恵、林貴恵（林→第3回-）
- AD：平田隼人（第5回）、坂野春菜（第5回）、井延祥子（第5回）、山口太一（第1回-）、花井理奈子（第5回）
- ディレクター：小嶋智仁、長谷川雄平、湯浅貴仁（共に第1回-）、伊藤実知子（第5回、第1-4回はAD）
- 再現ドラマ（第2回-）
  - 監督：市川隆（第3回-、第1回はディレクター、第2回は演出）、小川大輔（第2,5回）、宮本瞳（第2,5回、第1回はAD）
  - CAM：三浦貴広（第2回-、第1回は再現CAM）　
  - ロケ技術：イメージランド（第2回-、第1回は再現ロケ協力）、阿吽（第3,5回）
  - プロデューサー：
  - 制作：宇佐美晴久（第4回-）、宮崎有紀（第5回）
  - 助監督：増田咲紀（第5回）
  - AP：福井芽衣（第5回）
- チーフディレクター：吉野真一郎
- プロデューサー：末延靖章（第5回）/長瀬徹、笠原保志（笠原→第3回-）
- チーフプロデューサー：横田崇（第2回-）
- 制作協力：ZION、日企、AXON
- 製作著作：日テレ

### 過去のスタッフ
- 構成：利光宏治（第4回まで）
- VE：三山隆浩（第2回まで）、高田彰彦（第3回）、佐久間治雄（第4回）
- AUD：小野寺亮（第1回）、小原正広（第2回）、辻直哉（第3回）、村瀬脩一（第4回）
- 美術プロデューサー：櫻場千尋（第2,3回、第1回はデザイン）
- 編集：増田功紀（第1回）、小原大希（第2-4回）
- MA：船木拓也（第1回）
- リサーチ：高倉俊祐（第2-4回）
- TK：竹島祐子（第3回）
- 制作：中川聡子（第1回）
- AD：片岡瑛、中本和馬（共に第1回）、筒井菜紬（第2回）、加藤祐太（第3回）、青木俊人（第3,4回）、陳暁蔚、金城利奈（共に第4回）
- ディレクター：伊藤高史、田渕公博（共に第2回まで）、山形和也（第3回）、反町礎良（第4回）
- 再現ドラマ（第2回-）
  - 演出：鯨岡弘識（第4回）
  - プロデューサー：伊藤裕史（第3回）、戸倉亮爾（第2,4回）
  - 制作：由利芳伸（第2回）、堀尾星矢（第3回）
  - 助監督：保母海里風（第2回、第1回はAD）、浅見真央（第3回）、糸賀綾香、柴田裕基（共に第4回）
  - ロケーション協力（第3回）：イメージフィールド（第3回）
  - 撮影協力（第3回）：Katakana（第3回）
- プロデューサー：岩下英恵（第4回まで）/上野尚偉（第1回）、荻原球（第2回まで）
- チーフプロデューサー：糸井聖一（第1回）